# La Papessa

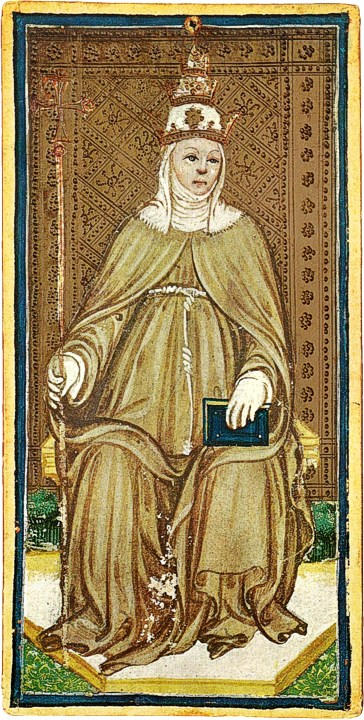
La Papessa del mazzo Visconti-Sforza disegnato da Bonifacio Bembo, ca. 1450. The Pierpont Morgan Library (inv. M. 630), New York City.

La Papessa è la seconda carta degli arcani maggiori dei tarocchi; è conosciuta anche come La Sacerdotessa, La Sacerdotessa di Iside, La sposa divina, Giunone (in francese: La Papesse; in inglese: The High Priestess, The Female Pope, The Popess, Junon).
Nel gioco di carte è di valore immediatamente superiore al Bagatto e di valore immediatamente inferiore all'Imperatrice.
Nella cartomanzia, rappresenta generalmente la conoscenza segreta e la dualità tra l'universo materiale e l'universo spirituale.
In alcuni mazzi antichi era chiamata La Fede, in particolare nel mazzo di Filippo Maria Visconti, che conteneva anche le carte della Speranza e della Carità.

## Rappresentazione

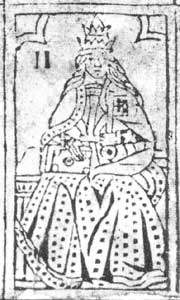
Carta Rosenwald; fine del XV secolo-inizi del XVI. National Gallery of Art, Washington D.C.

La Papessa viene generalmente raffigurata come una sacerdotessa o una monaca che indossa un copricapo, una veste e un mantello. Un simbolo simile ad una croce può apparire sul copricapo oppure sulla veste; nei tarocchi Visconti-Sforza la croce appare su un bastone impugnato dal personaggio. Il copricapo generalmente è una triplice corona (tiara). In mano tiene un libro appoggiato in grembo, che può essere aperto o chiuso; anche quando il libro è aperto, la donna non lo legge, ma guarda dritto con sguardo fiero.
La donna siede su un trono, e in alcune raffigurazioni i suoi piedi sono appoggiati su un cuscino. Alle spalle della donna c'è un drappo con delle decorazioni. Nei mazzi più recenti il trono è affiancato da due colonne.
Nei tarocchi Rider-Waite, le colonne hanno colori opposti (nero e bianco) con incise le lettere "B" (la nera) e "J" (la bianca), secondo la simbologia massonica. Il copricapo talvolta ha la forma di tre fasi lunari (crescente, plenilunio e ultimo quarto). Sul drappo, in alcuni tarocchi, sono dipinti fiori e frutti (melagrane), e sul rotolo che tiene in mano sono incise, in alcuni, le lettere "TORA", in altri, i simboli Yin e Yang. Ai piedi della donna c'è una falce di luna.

## Origine
Maifreda da Pirovano, (che veniva chiamata "Papessa" dai suoi seguaci), diede ispirazione alla carta della Papessa,  nel mazzo di Tarocchi dipinti da Michelino da Besozzo per ordine di Filippo Maria Visconti in occasione del suo matrimonio con Maria di Savoia.
L'ipotesi che Maifreda (morta più di 100 anni prima) fosse stata ritratta come Papessa fu formulata per la prima volta da Gertrude Moakley (1905 - 1998), per 40 anni bibliotecaria alla New York City Public Library, che nel 1966 pubblicò un saggio sui mazzi Visconti-Sforza, ipotizzando una relazione diretta fra alcune lame (Papessa, Appeso) e dei membri delle due famiglie (Maifreda Pirovano, Muzio Attendolo Sforza).
In alcuni mazzi questa carta raffigura la leggendaria Papessa Giovanna. In mazzi più recenti raffigura una sacerdotessa della dea Iside.

## Simbolismi
Fin dall'origine, la Papessa simboleggia la fede, una delle tre virtù teologali del Cristianesimo.
Il mantello che ricopre parzialmente la veste simboleggia la conoscenza; la Papessa è Colei che sa, ma svela solo in parte il suo sapere. Il libro, per alcuni, rappresenta la Torah, che è la legge ebraica. La Papessa non ha bisogno di leggere perché ha già la conoscenza, e questo le dà modo di tenere alta la testa e fiero lo sguardo verso il futuro.
Le due colonne e il numero 2 con cui la carta è indicata rappresentano la dualità (la vita e la morte, il bene e il male e così via); questa dualità può essere sottolineata anche da altri simboli, come due file di pietre nella corona o due chiavi.
La tiara o il copricapo con le fasi lunari rappresentano l'essenza femminile e le tre fasi di essa (fanciulla, madre, anziana).
Nei tarocchi di Wirth-Knapp, stringe nella sinistra due chiavi, «che aprono l'interno delle cose».
Nei tarocchi Rider-Waite le lettere "B" e "J" sono le iniziali di Boaz e Jakin, i nomi delle colonne del tempio di Salomone; simboleggiano la forza e la giustizia, principi della saggezza. La falce di luna, dove è presente, è simbolo femminile e simbolo religioso insieme; a seconda della tradizione simboleggia la Madonna, la Grande Madre o la dea Iside, quindi la chiaroveggenza, l'intuizione e la percezione dei mondi sottili.
Le melagrane raffigurate nel velo dei tarocchi Rider-Waite simboleggiano la purezza della conoscenza spirituale.
Nel velo dei Tarocchi di Marsiglia, invece, Philippe Camoin descrive le fiaccole delle cerimonie della dea madre.

## Significato
La Papessa rappresenta la conoscenza segreta in tutte le sue forme, come la legge, la scienza, il passato, il presente e il futuro. La dualità di questa carta rappresenta l'universo materiale e l'universo spirituale.

### Carta dritta
La Papessa che appare in aspetto positivo, generalmente è una carta positiva, e indica consigli morali (per le persone rette). Risolve i problemi di coloro che mettono impegno nelle loro azioni, però non suggerisce le risposte.

### Carta rovesciata
Se la carta della Papessa appare in aspetto negativo, rappresenta ignoranza, ipocrisia, falsità, bigottismo e superficialità. Il contrario di tutti i significati generali. Indica cattivi consigli e diventa un peso per tutto ciò che è intorno (confronta le carte vicine della smazzata).

## Corrispondenze
- Nell'astrologia, questa carta è legata alla Luna e all'influenza della sua energia sulla Terra, come le maree.
- Ha una corrispondenza cabalistica con la lettera bet dell'alfabeto ebraico; nell'Albero della Vita rappresenta il tredicesimo sentiero, dalla Corona alla Bellezza.
- In alchimia è l'attrazione.
- Ne I Ching, è in analogia con il segno V, L'Attesa e il segno XLIV, Il Farsi Incontro.
- Nella magia, è la conoscenza per operare bene.